# Agencourt
Agencourt település Franciaországban, Côte-d’Or megyében. Lakosainak száma 428 fő (2022. január 1.). Agencourt Boncourt-le-Bois, Quincey, Gerland és Nuits-Saint-Georges községekkel határos.

## Népesség
A település népességének változása:
| Lakosok száma | 183  | 268  | 361  | 400  | 437  | 502  | 460  | 462  | 457  | 428  |
|               | 1968 | 1982 | 1990 | 2006 | 2013 | 2015 | 2017 | 2019 | 2020 | 2022 |